# Воробьёв, Виктор Иванович (военный)
Виктор Иванович Воробьёв (9 апреля 1925, Карачельское, Уральская область — 21 ноября 1991, Челябинск) — стрелок 471-го стрелкового полка 73-й стрелковой дивизии 48-й армии 1-го Белорусского фронта. Младший сержант, автоматчик 471-го стрелкового полка 73-й стрелковой дивизии 48-й армии 1-го Белорусского фронта. Сержант, телефонист роты связи 471-го стрелкового полка 73-й стрелковой дивизии 48-й армии 1-го Белорусского фронта. Полный кавалер ордена Славы. После войны работал грузчиком на Челябинском радиозаводе.

## Биография
Виктор Иванович Воробьёв родился 9 апреля 1925 года крестьянской семье в селе Карачельском Карачельского сельсовета Шумихинского района Челябинского округа Уральской области, ныне село входит в Шумихинский муниципальный округ Курганской области. По национальности русский. 
В 1940 году окончил 6 классов, работал рыбаком Курганского рыбного завода.
В июле 1942 года Виктор Иванович был призван Шумихинскм РВК Челябинской области в Рабоче-крестьянскую Красную Армию. Учился в школе снайперов при Уральском военном округе. С января 1944 года участник Великой Отечественной войны.
В бою 21 февраля 1944 года севернее населенного пункта Паричи (Гомельская область) под сильным огнём проделал два прохода в заграждениях противника, что в итоге и помогло ворваться в расположение врага.
10 марта 1944 года награждён Орденом Славы 3-й степени. В бою 8 августа 1944 года в районе деревни Малые Гриневичи (ныне Польша), дважды под огнём противника доставлял важные документы и подразделения. 18 августа 1944 года награждён орденом Славы 2-й степени.
4 сентября 1944 года в числе первых форсировал реку Нарев в районе деревни Бжузе (Варшавское воеводство, Польша) и наладил линию связи, устранил одиннадцать повреждений на линии, был ранен. Указом от 24 марта 1945 года беспартийный Воробьев С.И. награждён орденом Славы 1-й степени, тогда он стал полным кавалером ордена Славы.
Уволен в запас в сентябре 1949 года. Старшина, с 1961 года в отставке.
Свои последние годы Воробьев жил в Челябинске, работал грузчиком на Челябинском радиозаводе. 
Виктор Иванович Воробьёв умер в Челябинске 21 ноября 1991 года, похоронен на Градском кладбище города Челябинска Челябинской области.

## Награды
- Орден Отечественной войны I степени, 6 апреля 1985 года[4]
- Орден Славы I степени № 1115, 24 марта 1945 года[5]
- Орден Славы II степени, 18 августа 1944 года
- Орден Славы III степени, 10 марта 1944 года
- Медаль «В ознаменование 100-летия со дня рождения Владимира Ильича Ленина»[6]